# Lijst van afgeleiden
Deze lijst bevat de afgeleiden van vele functies.
Hieronder zijn {\displaystyle f} en {\displaystyle g} differentieerbare functies, en is {\displaystyle c} een constante.

## Algemene regels
{\displaystyle \left({cf}\right)'=cf'}
{\displaystyle \left({f+g}\right)'=f'+g'}
{\displaystyle \left({f-g}\right)'=f'-g'}
{\displaystyle \left({fg}\right)'=f'g+fg'}
{\displaystyle \left({f \over g}\right)'={f'g-fg' \over g^{2}}}
{\displaystyle (f^{g})'=\left(e^{g\ln f}\right)'=f^{g}\left(f'{g \over f}+g'\ln f\right),\qquad f>0}
{\displaystyle (f\circ g)'=(f'\circ g)g'}

## Eenvoudige functies
{\displaystyle {\mathrm {d}  \over \mathrm {d} x}c=0}
{\displaystyle {\mathrm {d}  \over \mathrm {d} x}x=1}
{\displaystyle {\mathrm {d}  \over \mathrm {d} x}|x|={x \over |x|}=\operatorname {sgn}(x),\quad x\neq 0}
{\displaystyle {\mathrm {d}  \over \mathrm {d} x}x^{c}=cx^{c-1},\quad c\neq 0}
{\displaystyle {\mathrm {d}  \over \mathrm {d} x}{\sqrt {x}}={1 \over 2{\sqrt {x}}}}
{\displaystyle {\mathrm {d}  \over \mathrm {d} x}\left({1 \over x}\right)=-{1 \over x^{2}}}

## Exponentiële functiesenlogaritmischefuncties
{\displaystyle {\mathrm {d}  \over \mathrm {d} x}c^{x}={c^{x}\ln c},\qquad c>0}
{\displaystyle {\mathrm {d}  \over \mathrm {d} x}e^{x}=e^{x}}
{\displaystyle {\mathrm {d}  \over \mathrm {d} x}\log _{c}x={1 \over x\ln c},\qquad c>0,c\neq 1}
{\displaystyle {\mathrm {d}  \over \mathrm {d} x}\ln x={1 \over x}}

## Goniometrische functiesenCyclometrische functies
{\displaystyle {\mathrm {d}  \over \mathrm {d} x}\sin x=\cos x}
{\displaystyle {\mathrm {d}  \over \mathrm {d} x}\cos x=-\sin x}
{\displaystyle {\mathrm {d}  \over \mathrm {d} x}\tan x={\frac {1}{\cos ^{2}x}}=\sec ^{2}x}
{\displaystyle {\mathrm {d}  \over \mathrm {d} x}\sec x={\frac {\sin x}{\cos ^{2}x}}=\sec x\tan x}
{\displaystyle {\mathrm {d}  \over \mathrm {d} x}\cot x=-{\frac {1}{\sin ^{2}x}}=-\csc ^{2}x}
{\displaystyle {\mathrm {d}  \over \mathrm {d} x}\csc x=-{\frac {\cos x}{\sin ^{2}x}}=-\cot x\csc x}
{\displaystyle {\mathrm {d}  \over \mathrm {d} x}\arcsin x={1 \over {\sqrt {1-x^{2}}}}}
{\displaystyle {\mathrm {d}  \over \mathrm {d} x}\arccos x={-1 \over {\sqrt {1-x^{2}}}}}
{\displaystyle {\mathrm {d}  \over \mathrm {d} x}\arctan x={1 \over 1+x^{2}}}
{\displaystyle {\mathrm {d}  \over \mathrm {d} x}\operatorname {arcsec} x={1 \over |x|{\sqrt {x^{2}-1}}}}
{\displaystyle {\mathrm {d}  \over \mathrm {d} x}\operatorname {arccot} x={-1 \over 1+x^{2}}}
{\displaystyle {\mathrm {d}  \over \mathrm {d} x}\operatorname {arccsc} x={-1 \over |x|{\sqrt {x^{2}-1}}}}

## Hyperbolische functiesenAreaalfuncties
{\displaystyle {\mathrm {d}  \over \mathrm {d} x}\sinh x=\cosh x}
{\displaystyle {\mathrm {d}  \over \mathrm {d} x}\cosh x=\sinh x}
{\displaystyle {\mathrm {d}  \over \mathrm {d} x}\tanh x={\frac {1}{{\mbox{cosh}}^{2}\,x}}={\mbox{sech}}^{2}\,x}
{\displaystyle {\mathrm {d}  \over \mathrm {d} x}{\mbox{sech}}\,x=-\,{\mbox{tanh}}\,x\,{\mbox{sech}}\,x}
{\displaystyle {\mathrm {d}  \over \mathrm {d} x}\,{\mbox{coth}}\,x=-\,{\mbox{csch}}^{2}\,x}
{\displaystyle {\mathrm {d}  \over \mathrm {d} x}\,{\mbox{csch}}\,x=-\,{\mbox{coth}}\,x\,{\mbox{csch}}\,x}
{\displaystyle {\mathrm {d}  \over \mathrm {d} x}\sinh ^{-1}x={1 \over {\sqrt {x^{2}+1}}}}
{\displaystyle {\mathrm {d}  \over \mathrm {d} x}\cosh ^{-1}x={1 \over {\sqrt {x^{2}-1}}}}
{\displaystyle {\mathrm {d}  \over \mathrm {d} x}\tanh ^{-1}x={1 \over 1-x^{2}}}
{\displaystyle {\mathrm {d}  \over \mathrm {d} x}{\mbox{sech}}^{-1}\,x={1 \over x{\sqrt {1-x^{2}}}}}
{\displaystyle {\mathrm {d}  \over \mathrm {d} x}{\mbox{coth}}^{-1}\,x={1 \over 1-x^{2}}}
{\displaystyle {\mathrm {d}  \over \mathrm {d} x}{\mbox{csch}}^{-1}\,x={-1 \over |x|{\sqrt {1+x^{2}}}}}